# Theodoros Stefanidis
Theodoros Stefanidis (griechisch Θεόδωρος Στεφανίδης, auch Theodore Ph. Stephanides, * 1896 in Indien; † 13. April 1983) war ein griechischer Autor, Arzt und Naturwissenschaftler. Er wurde bekannt als väterlicher Freund und Lehrer des Zoologen Gerald Durrell durch dessen Buch Meine Familie und anderes Getier, das Buch seines Bruders Lawrence Durrell Schwarze Oliven. Korfu, Insel der Phäaken und Henry Millers Der Koloss von Maroussi.

## Leben
Stefanidis wurde 1896 in Indien als Sohn griechischer Eltern geboren. Er wuchs zunächst in Bombay auf, bis die Familie 1907 nach Griechenland zog.
Er diente im Ersten Weltkrieg an der makedonischen Front und nahm auch am Griechisch-Türkischen Krieg 1921/22 teil.
1925 und 1926 veröffentlichte er Übersetzungen griechischer Lyrik ins Englische. 1929 ging er jedoch nach Paris und studierte dort Medizin, kehrte dann nach Korfu zurück und eröffnete dort das erste Röntgenlabor. Neben der Medizin betrieb er im Auftrag der korfiotischen Behörden systematische naturwissenschaftliche und biologische Forschungen zur Vorbereitung der Malariabekämpfung. Daneben betrieb er mit besonderer Leidenschaft die Astronomie. Stefanidis war auch ein bekannter Biologe. 1938 entdeckte er drei Arten von Kleinstlebewesen, die nach ihm benannt wurden (Cytherois stephanidesi, Thermocyclops stephanidesi und Schizopera stephanidesi). Er verfasste eine heute noch zitierte biologische Abhandlung über Süßwasserlebewesen in Korfu. Stefanidis verließ Korfu im Jahr 1938, zog nach Saloniki und arbeitete in einer Unternehmung mit einer Anti-Malaria-Einheit, die von der Rockefeller-Stiftung gegründet worden war. Stefanidis war aber nicht nur als Naturwissenschaftler und Arzt, sondern auch als Schriftsteller anerkannt, der sowohl in Griechisch als auch in Englisch schrieb und griechische Lyrik ins Englische übersetzte, insbesondere einen umfangreichen Teil der Arbeiten des griechischen Dichters Kostis Palamas und das griechische epische Werk Erotokritos.
1936 lernte er die Familie Durrell kennen. Er blieb mit Gerald Durrell und Lawrence Durrell sein Leben lang befreundet und war ein akribischer Lektor von Gerald Durrells Meine Familie und anderes Getier und Lawrence Durrells Die griechischen Inseln. Die Fernsehserie Die Durrells auf Korfu schildert das Leben der Familie Durrell auf Korfu und den Beginn der Freundschaft mit Stefanidis. 
Von 1939 bis 1945 nahm er als Angehöriger des britischen Sanitätskorps an den Feldzügen in Kreta, Sizilien und am Wüstenkrieg in Afrika teil. Seine Erlebnisse gingen in das autobiografische Buch über die Schlacht um Kreta Climax in Crete ein. Das 1973 erschienene Werk Island Trails enthält eine sachliche Beschreibung von Korfu in der Zeit um 1930 und von anderen griechischen Inseln.
Nach dem Krieg blieb Stefanidis mit seiner Familie in London, wo er bis 1961 als Röntgenassistent im St Thomas’ Hospital, Lambeth arbeitete.

## Werke
- Grammata ston Lorens Darel (1961–1982) („Briefe an Lawrence Durell.“) Athen 2006 (griechisch).
- Climax in Crete. London, 1946.
- The microscope and the practical principles of observation. London, 1947.
- A Survey of the Freshwater Biology of Corfu and of Certain Other Regions of Greece. London 1948.
- The golden face. London 1965.
- Island trails, Einleitung von Gerald Durrell. London 1973. ISBN 0-356-04600-1.
- Worlds in a crucible. London 1973. ISBN 0-7051-0178-9.

## Übersetzungen
- Kostis Palamas, a portrait and an appreciation  Theofanis G. Stavrou und Constantine A. Trypanis. Including, Iambs and Anapaests and Ascraeus by Kostis Palamas; übersetzt von Theodoros Stefanidis und Georgios Katsimbalis. Minneapolis 1985.
- Kostis Palamas, The twelve words of the Gipsy, übersetzt von Theodoros Stefanidis und Georgios Katsimbalis, London 1974.
- Kostis Palamas, A hundred voices übersetzt von Theodoros Stefanidis und Georgios Katsimbalis, London 1976.
- Kostis Palamas, The king’s flute. übersetzt von Theodoros Stefanidis und Georgios Katsimbalis, Athen 1982.
- Kornaros, Vitzentzos, Erotocritos: übersetzt von Theodoros Stefanidis, Athen 1984.